# Paternò
För andra betydelser, se Paterno.
Paternò är en ort och kommun i storstadsregionen Catania, innan 2015 provinsen Catania, i regionen Sicilien i sydvästra Italien. Kommunen hade 47 827 invånare (2017).